# رحمت شاه
رحمت شاه (6 يوليو 1993 في أفغانستان - ) هو لاعب كريكت أفغاني. شارك مع منتخب أفغانستان للكريكت. أما مع النوادي، فقد لعب مع Mohammedan Sporting Club cricket team ‏.

## وصلات خارجية
- رحمت شاه على موقع إي آس بي آن كريك إنفو (الإنجليزية)